# Chwałkowo (powiat gostyński)
Chwałkowo – wieś w Polsce położona w województwie wielkopolskim, w powiecie gostyńskim, w gminie Krobia.

## Historia
Wieś historycznie należała do Wielkopolski. Ma metrykę średniowieczną i jest notowana od końca XIV wieku. Po raz pierwszy wymieniona została w łacińskojęzycznym dokumencie z 1399 pod nazwą Chwalkovo, a w 1402 Chwalcowo, Falcowo.
Miejscowość była własnością szlachecką należącą do lokalnej szlachty wielkopolskiej z rodu Chwałkowskich, którzy od nazwy wsi utworzyli swoje odmiejscowe nazwisko, a później także do Konarzewskich i Włostowskich. W 1444 wieś leżała w powiecie kościańskim Korony Królestwa Polskiego. W 1510 przynależała do parafii Krobia.
W latach 1399–1424 właścicielem we wsi był Dobiesław Chwałkowski. W 1444 Jan z Włostowa zakupił część wsi od Jana i Piotra braci niedzielnych z Niepartu za 300 grzywien. W 1450 zapisał on swojej żonie Lutce po 30 grzywien posagu i wiana na roli osiadłych przez trzech kmieci we wsi, płacących 3 grzywny czynszu. W 1450 dał on także w działach bratu Michałowi część majątku jaki posiadał w Chwałkowie.
W 1450 Mikołaj Mikosz z Włostowa kupił od Jakuba Chwałkowskiego jego trzecią część wsi za 30 grzywien z zastrzeżeniem prawa wykupu i w 1474 zmienił nazwisko na Chwałkowski. W 1463 zapisał swojej żonie Jadwidze po 39 grzywien posagu oraz wiana na dwóch łanach oraz połowie inwentarzy w Chwałkowie. W 1494 Małgorzata wdowa po Michale Chwałkowskim z Gostkowa dała biskupowi poznańskiemu Urielowi oraz jego bratankowi Łukaszowi Górce część w Chwałkowie przypadłą jej po zmarłym bracie Wincentym Gostkowskim w zamian za połowę łana w Modrakowie oraz 40 grzywien. W 1495 Maciej Włostowski zapisał żonie Annie córce Tomasza Grabianowskiego, z Grabianowa koło Czempinia, po 40 grzywien posagu oraz wiana na połowie swej części Włostowa oraz na połowie swojej majętności w Chwałkowie.
Miejscowość odnotowały historyczne rejestry podatkowe. W 1510 wieś szlachecka Chwałkowo liczyła 3,5 łana osiadłego, 16,5 łanów opuszczonych. W 1530 odnotowano pobór podatków z jednego łana. W 1563 z części Stanisława Konarzewskiego pobrano podatki z 1,5 łana, z części Włostowskich od 1 i 1/4 łana, wiatraka, z części Jana Włostowskiego od 1,5 łana, z części Wojciecha Włostowskiego od jednego półłanka kmiecego, 10 zagrodników, wiatraka, z części Stanisława Konarzewskiego od 1,5 łana kmiecego, z części Jakuba Włostowskiego od jednego półłanka, jednego zagrodnika. W 1581 z części Jadwigi Włostowskiej pobrano podatki z 3 półłanków, 3 zagrodników, owczarza wypasającego 15 owiec, a z części Urszuli Włostowskiej od 3 półłanków, 4 zagrodników, komornika, wiatraka dorocznego oraz z części Jana Włostowskiego od półłanka, zagrodnika i komornika.
W 1581 miejscowość była wsią szlachecką położoną w powiecie kościańskim województwa poznańskiego w Rzeczypospolitej Obojga Narodów. W wyniku II rozbioru Rzeczypospolitej w 1793, miejscowość przeszła w posiadanie Prus i jak cała Wielkopolska znalazła się w zaborze pruskim.
Leon Kowalski (sądzony za udział w insurekcji kościuszkowskiej i skazany na 1500 talarów grzywny), podsędek wschowski, był ożeniony z Jadwigą Jeziorkowską herbu Radwan, z którą miał córkę Annę Balbinę (wyszła za Antoniego Sczanieckiego z Sarbinowa [zmarłą 23 września 1840 roku]). Leon nabył Chwałkowo od współspadkobierców. Od 1769 roku występuje on już jako właściciel Chwałkowa, ale spłata majątku prawdopodobnie musiała przeciągać się kilka lat.
Wiadomo nam, że spłacone zostały jego siostrzenice - Marianna Wilczyńska (córka Urszuli) działająca przez swych opiekunów Ignacego Wilczyńskiego i Wiktora Kowalskiego oraz Wiktoria Gorzeńska (córka Urszuli z drugiego małżeństwa) zastąpiona przez Kazimierza Gorzeńskiego jako opiekuna - za 100 000 zł. Nie wiemy jak została uregulowana sprawa z pozostałymi współspadkobiercami.
W 1773 roku Leon wydzierżawił Chwałkowo swej owdowiałej siostrze (żona Andrzeja Wilczyńskiego, z którym miała córkę Mariannę i syna Ignacego - dziedzica Pudliszek), która wyszła niebawem za Gorzeńskiego, a w roku 1777 Franciszkowi Zbyszewskiemu i jego żonie Barbarze. W tymże roku Barbara owdowiała - jej mąż umarł 17 października 1777 roku i został pochowany w Goruszkach. Barbara była już poprzednio dwukrotnie zamężna - z Auszpergiem (ma dorosłego syna Karola Auszperga) i z Molskim. Natomiast nie znamy jej panieńskiego nazwiska, wiadomo tylko że jej ojciec miał na imię Hiacynt.
W 1778 roku bierze w dzierżawę Chwałkowo Sebastian Bieńkowski (lub Bińkowski) dziedzic Mchów, Brzostowni itd. W 1780 roku dzierżawcą zostaje Józef Wielowieyski, który z żoną Franciszką ma w roku następnym syna Adama Kaspra Melchiora (niektóre źródła podają pod rokiem 1783 jako dzierżawcę Chwałkowa niejakiego Wabińskiego, a Józefa Wielowieyskiego dopiero w 1791 roku). Tu urywa się długi korowód dzierżawców.
Leon Kowalski umarł w 1813 roku. Dziedziczyła po nim córka Anna Balbina Sczaniecka, która już w następnym roku (20 kwietnia 1814) sprzedała Chwałkowo za 50 000 tal. Franciszkowi Bojanowskiemu. W rok później po Franciszku majątek dziedziczy jego syn Józef a po nim (zmarł przed rokiem 1839) jego dzieci. Ponieważ Józef majątek bardzo zadłużył, sąd mianował opiekunem jego małoletnich dzieci bliżej nam nieznanego A. Semraua, który przeprowadził licytację urządzeń domowych, m.in. zegarów, porcelany, szkła, cyny, pościeli, mebli, fortepianu, obrazów, książek, powozów itd (posiadamy także informację, że opiekun Bojanowskich ogłosił dobrowolną sprzedaż majątku - wartość Chwałkowa z Wielkim Włostowem ustalono na 63 458 tal., 16 sgr, 4 fen, a Małego Włostowa na 20 272 tal., 10 sgr, 9 fen.). Majątek poszedł znów w dzierżawę, którą wziął Scholz (1845).
Po roku 1823 Prusacy wprowadzili podział na okręgi wójtowskie. Według danych z 1837 roku Chwałkowo włączono do okręgu krobskiego.
W okresie Wielkiego Księstwa Poznańskiego (1815-1848) miejscowość należała do wsi większych w ówczesnym pruskim powiecie Kröben (krobskim) w rejencji poznańskiej. Według spisu urzędowego z 1837 roku wieś liczyła 209 mieszkańców, którzy zamieszkiwali 20 dymów (domostw).
Mieszkańcy Chwałkowa brali udział w powstaniu listopadowym. Z nazwiska znany jest nam jedynie służący Józef Wleklik.
W Chwałkowie czynności związane z uwłaszczeniem chłopów zaczęte zostały w 1837 roku, a zakończone podpisaniem recesu w 1842 roku. W czasie procesu uwłaszczeniowego w Chwałkowie, dziedzic zabrał chłopom ich dawne działki i przeniósł ich na zachodni kraniec wsi, gdzie musieli się ciężko napracować przy karczowaniu leszczyny na przydzielonych działkach. W 1859 roku jako właściciel Chwałkowa występuje Hugon Hilbert z Rawicza a po jego śmierci wdowa Maria Karolina z Kalderów i Fryderyk Maurycy Hugon Hilbert (niektóre źródła podają, że wkrótce po 1840 roku majątek Chwałkowo poszedł na subhastę, w której nabył go kotlarz E.A.Hirsch z Rawicza a kolejnym właścicielem po Hilbertach był Robert Lehmann).
W 1862 roku majątek idzie na subhastę. Oszacowano go na 49 776 tal. Prawdopodobnie nabył go wówczas Johann.F.N.Poncet ze Starego Tomyśla, gdyż w latach 1865-72 figuruje jako właściciel.
W 1864 roku w Chwałkowie została otwarta katolicka szkoła elementarna a nauczycielem był Ignacy Ofierzyński. Funkcjonowała ona do 1918 roku, w którym to była szkołą dwuklasową. W 1874 roku Chwałkowo z Wielkim Włostowem a wkrótce potem Małe Włostowo i Potarzycę kupuje wzbogacony fabrykant z Langembielau Karol Augustyn Neugebauer. W 1879 roku stworzył z tego majątku majorat obejmujący około 3600 morgów. Neugebauer zmarł w 1885 roku a Chwałkowo przypadło w spadku jego synowi Karolowi Hermanowi, który w 1889 roku umiera jako kawaler. Majątek przypadł więc przyrodniemu bratu Bernardowi Arturowi Neugebauerowi a po jego śmierci w roku 1904 synowi tegoż, również Arturowi, który poległ w 1918 roku. Tu pojawia się znowu pewna niejasność źródłowa - Tom I Majątki Wielkopolskie. Powiat Gostyń podaje, że latach 1904-1919 właścicielem miał być Johann Herbert Neugebauer.
Ponieważ według statutu majoratu dziedziczyć mógł tylko mężczyzna, dobra przeszły na pasierba Karola Augusta imieniem Alfons (Tom I Majątki Wielkopolskie. Powiat Gostyń - właścicielem latach 1919-1924 miał być Wiktor Neugebauer). Nowy właściciel nie mieszkał jednak w Chwałkowie przed 1907 rokiem i w związku z tym nie mógł w odrodzonej Rzeczypospolitej uzyskać obywatelstwa a tym samym przejąć majątku, co umożliwiło przejście Chwałkowa, które przez Niemców nazywane było Falken, w ręce polskie.
We wsi działało prężnie podgniazdo krobskiego "Sokoła", który przygotowywał powstanie na tym terenie. Mieszkaniec Chwałkowa Michał Glura wchodził w skład rady Wydziału Wykonawczego Powiatowej Rady Ludowej. W 1919 roku wieś została zajęta przez powstańców wielkopolskich. Przebywający wówczas w majątku Kurt Neugebauer posiadający pewna ilość broni, kazał swoim zaufanym utopić ją w studni na podwórzu. Dowiedział się o tym komendant Straży Ludowej Wiktor Lisiecki, który poszedł aresztować Neugebauera ubrany w czerwonej jace biskupiańskiej. Ochotnicy uzbrojeni w zdobytą broń zgłosili się do Komendy w Krobi. Byli to przeważnie synowie gospodarzy z Chwałkowa i okolicy. Na froncie południowym powstania w rejonie Miejskiej Górki-Rawicza walczył chwałkowianin Michał Zieliński.
W 1923 roku Chwałkowo wraz z folwarkami Włostowo Wielkie, Włostowo Małe i Potarzyca kupił Józef Mora Korytowski ożeniony z Ireną Spława Neymanówną. Majątek był bardzo dobrze zagospodarowany, posiadał własną elektrownię i mleczarnię. Korytowski aktywnie udzielał się w organach samorządowych zasiadając w komisji drogowej i finansowej. W 1935 roku był delegatem gminy krobskiej na posiedzenie okręgowe wybierające kandydatów do sejmu. Po zakończeniu działań wojennych wznowiła swoją działalność szkoła powszechna, do której uczęszczało coraz więcej dzieci by w latach 30. sięgnąć liczby 115 uczniów. W latach 1937–38 wybudowano drogę Potarzyca-Chwałkowo-Skoraszewice. We wsi działało koło Narodowej Partii Robotniczej na czele którego stał Tomasz Leśniak.
We wrześniu 1939 roku Chwałkowo zostaje zajęte przez Niemców. Właściciel majątku Józef Mora Korytowski zostaje aresztowany a w październiku 1939 roku rozstrzelany przez Niemców na rynku w Krobi.

## Dane demograficzne i inwentarzowe
Chwałkowo w 1789 roku liczyło 21 domów (dwór, plebania, dwie karczmy, dziesięć chałup o jednym gospodarzu, sześć chałup zagrodniczych). W 1798 roku było tu 25 dymów (mapa z roku 1834 notuje 220 dusz). W roku 1819 notujemy 95 dusz, a w 1837 roku 28 dymów i 209 dusz. W roku 1845 było 20 dymów z 230 mieszkańcami (213 katolików i 17 protestantów). W 1881 roku w Chwałkowie i Wielkim Włostowie w 9 domach prawdopodobnie należących do tzw. dworu zamieszkiwało 218 mieszkańców (198 katolików i 20 protestantów; w tym 47 analfabetów), a we wsi w 19 dymach chwałkowskich 141 mieszkańców - katolików, wśród których było 30 analfabetów.
Od końca XIX wieku w Chwałkowie mieściła się agencja pocztowa krobskiego urzędu pocztowego. Gospodarze, których było w 1900 roku w Chwałkowie 28, posiadali 348,4 ha.
Obszar dworski obejmował:
- w 1881 roku 343 ha, w tym 320,7 ha pól, 10,6 ha łąk, 0,6 ha pastwisk i 10,3 ha lasów
- w 1900 roku 537,7 ha, w tym roli 495,9 ha, łąk 2,01 ha, lasu 9,3 ha. Później po sprzedaży różnych gruntów pozostało 343,38 ha.
Już w latach 1881-84 roku odnotowano, że gospodarstwo specjalizowało się w hodowli owiec rasy Rambouillet. W końcu XIX wieku na terenie majątku działała cegielnia. W 1913 roku w Chwałkowie i folwarkach Włostowo Duże i Włostowo Małe znajdowało się 96 koni, 398 krów, 498 świń i 104 owce. Hodowano bydło rasy oldenburskiej oraz prowadzono mleczarnię. Na wysokim poziomie stało sadownictwo. W 1900 roku naliczono we dworze 681 jabłoni, 16 grusz, 36 śliw, 103 czereśnie i wiśnie. Natomiast w gminie 84 jabłonie, 51 grusz, 244 śliw i 8 wiśni. W 1926 roku w gospodarstwie Chwałkowo zajmowano się nasiennictwem - reprodukcja nasion zbóż, traw, buraków cukrowych i grochu. W końcu lat 20. XX wieku majątek Chwałkowo z folwarkami Włostowo Duże i Włostowo Małe liczył 930 ha powierzchni. Działały tu nowoczesne maszyny min. pługi parowe a mleczarnia mogła przerabiać 10 tysięcy litrów mleka dziennie. W latach 1927–28 właściciel dóbr wybudował elektrownię oświetlającą cały majątek Chwałkowo i domy pracowników folwarcznych. Elektrownia napędzała także maszyny. Gospodarstwo specjalizowało się w hodowli bydła rasy nizinnej (400 sztuk) oraz świń rasy ostrouchej Yorkshire (600 sztuk). Prowadzona była intensywna uprawa buraka (200 ha) i pszenicy (300ha). Krótko przed wojną zaczęto hodowlę kur w nowoczesnych kurnikach.
W latach 1954–1968 wieś należała i była siedzibą władz gromady Chwałkowo, po jej zniesieniu w gromadzie Krobia. 
W latach 1975–1998 miejscowość należała administracyjnie do województwa leszczyńskiego.
W okresie PRL miejscowości działało Państwowe Gospodarstwo Rolne. Jednostką nadrzędną od 1958 roku było Państwowe Gospodarstwo Rolne Pudliszki.

## Turystyka
Mała wieś leżąca w gminie Krobia. Znajduje się tutaj kościół parafialny pw. Trójcy Świętej. We wsi znajduje się kort tenisowy, szczególnie odwiedzany przez dzieci z Chwałkowa, oraz boisko do piłki nożnej. Przy domu kultury mieści się biblioteka. W miejscowości istnieje także szkoła podstawowa. Co roku organizowany jest tutaj przez bibliotekę biwak pod namiotami dla dzieci.

Chwałkowo posiada stację kolejową PKP na trasie Leszno-Krotoszyn o nazwie WŁOSTOWO.